# Jimmer Fredette
James Taft "Jimmer" Fredette, född 24 februari 1989 i Glens Falls, New York, är en amerikansk basketspelare.

## Karriär
Fredette är den yngsta av tre bröder. Hans mamma började redan från tidig ålder att kalla honom Jimmer. Han började spela börja basket som liten och rapporterades kunna göra 3-poängare redan som 5-åring.
Han hade en framgångsrik tid som collegespelare där han bland annat vann Wooden Award and the Naismith Award. Han spelade sex säsonger i NBA för bland annat Chicago Bulls och Milwaukee Bucks dit han draftades 2011 som tionde spelare. De stora framgångarna uteblev, och han sadlade 2022 om till att spela 3x3-basket. 2023 ingick han i det amerikanska laget som tog silver i VM och guld vid de Panamerikanska mästerskapen samma år. 2023 blev han utvald till Årets spelare i 3x3. Han är uttagen till det amerikanska 3x3-laget i OS 2024.